# Wehib Paxá

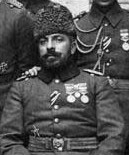
Imagem de Wehib Paxá.

Wehib Paxá, também conhecido como Wehib Pasha, Vehip Pasha , Mehmed Wehib Pasha, Mehmet Vehip Pasha (turco moderno: Kaçı Vehip Paşa ou Mehmet Vehip (Kaçı), 1877–1940), foi um general do Exército Otomano. Ele lutou nas Guerras Balcânicas e em vários teatros da Primeira Guerra Mundial. Em seus últimos anos, atuou como conselheiro militar do exército etíope na Segunda Guerra Ítalo-Abissínia.